# Sauvagesia sprengelii
Espèce
Classification APG III (2009)
Synonymes
Selon GBIF (15 mai 2022) :
- Sauvagesia erecta Aubl.
- Sauvagesia kappleri Miq.
- Sauvagesia serpyllifolia Mart.
- Sauvagesia sprengelii var. amazonica Ule
- Sauvagesia sprengelii var. gracilis A.St.-Hil.
- Sauvagesia sprengelii var. riobranquensis Kuhlm. & Rodrigues

Selon Tropicos (15 mai 2022) :
- Sauvagesia kappleri Miq.
- Sauvagesia serpyllifolia Mart.

Sauvagesia sprengelii est une espèce de plantes à fleurs de la famille des Ochnaceae.

## Description

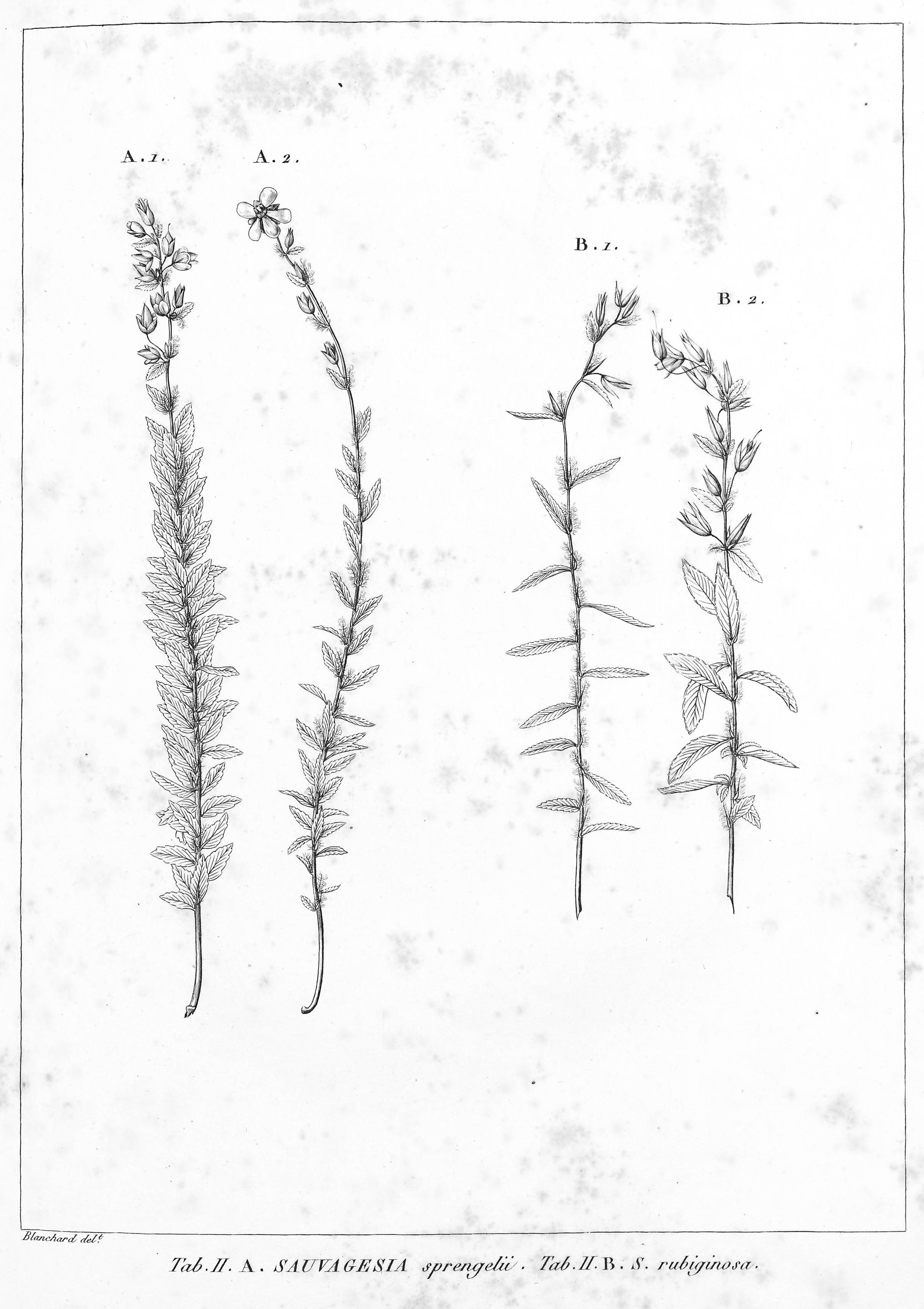
Illustrations de (A) Sauvagesia sprengelii et (B) Sauvagesia rubiginosa.

Sauvagesia sprengelii est une plante herbacée ou un sous-arbrisseau à base ligneuse,  à tiges d'un brun-rougeâtre, et haute de 10–70 cm.
Les feuilles mesurent 5-12 x 1-2 mm sont  subcoriaces, planes, rapprochées, sub-sessiles, de forme lancéolées, aiguës, à marge obscurément denticulées-calleuses, à nervures latérales visibles au dessus.
Les stipules sont de forme linéaire, de couleur brun rouge, longues de 4 mm, avec une frange de cils courts.
L'inflorescence est racémiforme, terminale, composée de fleurs solitaires ou de cymes pauciflores à l'aisselle de petites feuilles.
Les sépales sont inégaux, de forme oblongue à aiguës.
La corolle est composée de pétales de forme obovale, de couleur rose à pourpre, longs de 5-6 mm.
Les staminodes internes sont pétaloïdes, de forme elliptique, et celles externes sont généralement présentes.
Les fruits sont des capsules de forme conique, dépassant les sépales, à placentation pariétale,,.

### Taxons infra-spécifiques
Sauvagesia sprengelii comporte 2 variétés reconnues :
- Sauvagesia sprengelii var. capilipes Huber, 1915
- Sauvagesia sprengelii var. sprengelii

## Répartition
Sauvagesia sprengelii est présente à Trinidad, au Venezuela (Bolívar : Ilú-tepui, haut Río Caroní, Río Paragua, Sierra de Lema), au Guyana, au Suriname, en Guyane, et au Brésil (Amapá, Pará, Amazonas, Rio Branco, Bahia, Ceará, Paraiba, Rio de Janeiro).

## Écologie
En Guyane, Sauvagesia sprengelii est un herbe qui fleurit en Octobre-Juillet, et croît sur sol à engorgement par l'eau jusqu'à la surface : dans les savanes, sur des sols à gley, argilo-siliceux très tassés, associée à Hypolytrum pulchrum (Rudge) H. Pfeiffer, Polygala oppressa Benth., Utricularia hispida Lamarck, Comolia Iythrarioïdes (Stend.) Naud., ou dans des savanes à touradons associée à Utricularia nana St. Hil., U. subulata L., U. hispida Lamarck, Habenaria leprieuri Reich, f., Pogona tenuis Reich, f., Polygala adenophora DC.
On la trouve autour de 50–1 000 m au Venezuela.
La biologie de la reproduction de Sauvagesia sprengelii, (phénologie, fleur, pollinisation, système de sélection) été étudiée dans un vestige de la forêt atlantique au Brésil. Les fleurs sont pollinisées par des abeilles Bombus brevivillus Franklin, Florilegus similis Urban, Xylocopa muscaria Fabricius,.
Elles sont pollinisée au Suriname par et des Melipona.

## Utilisation
On prête à Sauvagesia sprengelii les mêmes propriétés que pour Sauvagesia erecta,.

## Protologue
En 1775, le botaniste Aublet propose le protologue suivant pour Sauvagesia erecta Aubl., 1775 (synonyme de Sauvagesia sprengelii A. St.-Hil., 1723) :

« SAUVAGESIA (erecta) foliis oblongis, anguſtis ; floribus ſolitariis, brevi pedunculo inſidentibus. (Tabula 100 – fig.b)
Sauvagefia (erecta) Jacq. Amer. pag. 77. tab. 51 fig. 3.

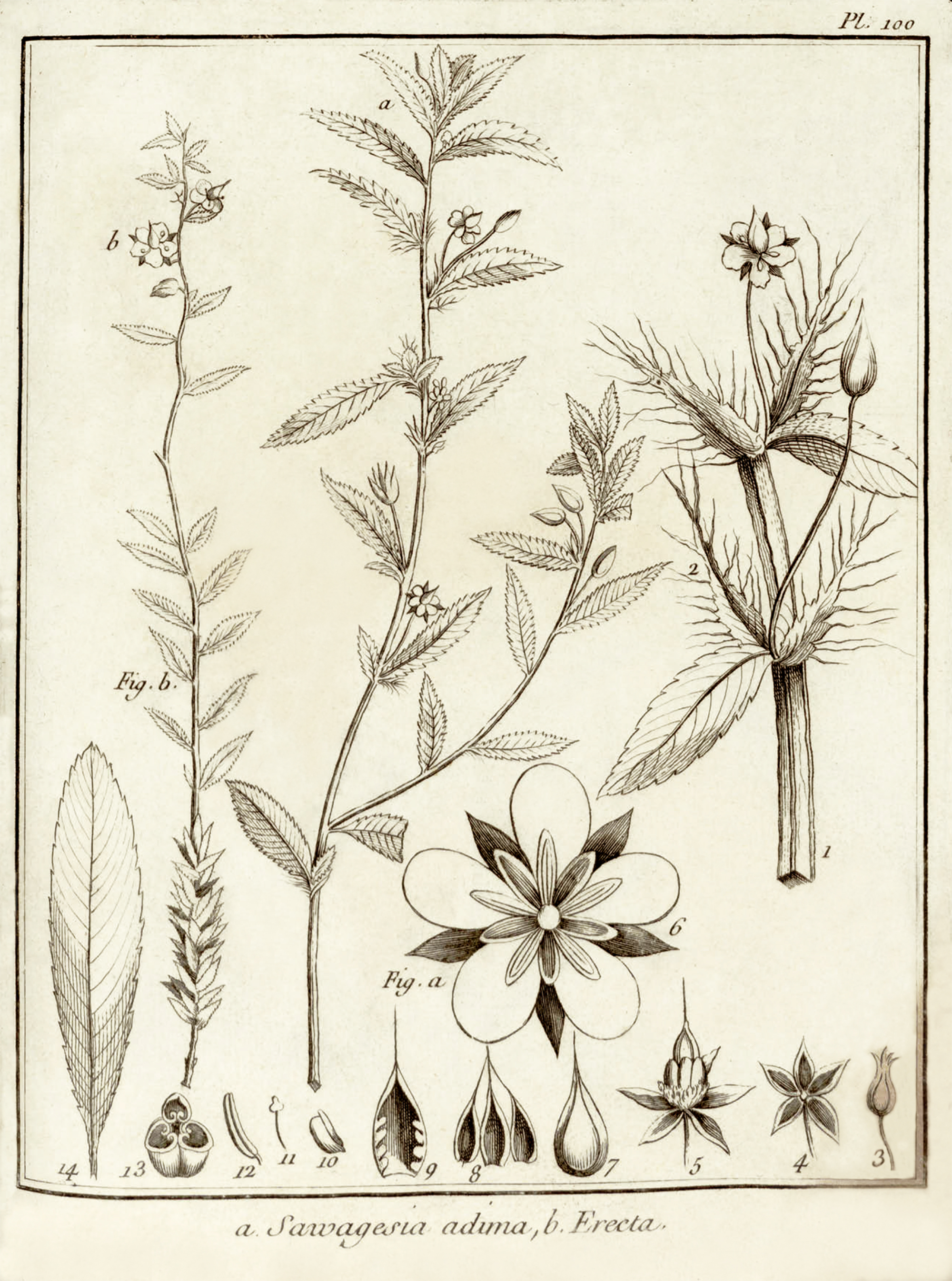
Sauvagesia sprengelii d'après Aublet, 1775
Planche 100 : 1. Tige groſſie. - 2. Stipules. - 3. Bouton de fleur. - 4. Calice. - 5. Corolle. - 6. Corolle ouverte ſans piſtil. - 7. Capſule. - 8. Capſule ouverte, en trois valves. - 9. Valve ſéparée. Semences. - 10. Semence ſéparée. - 11. des filets qui entourent la corolle. - 14. Étamine. - 14. Capſule coupée en travers. - 14. Feuille de grandeur naturelle.

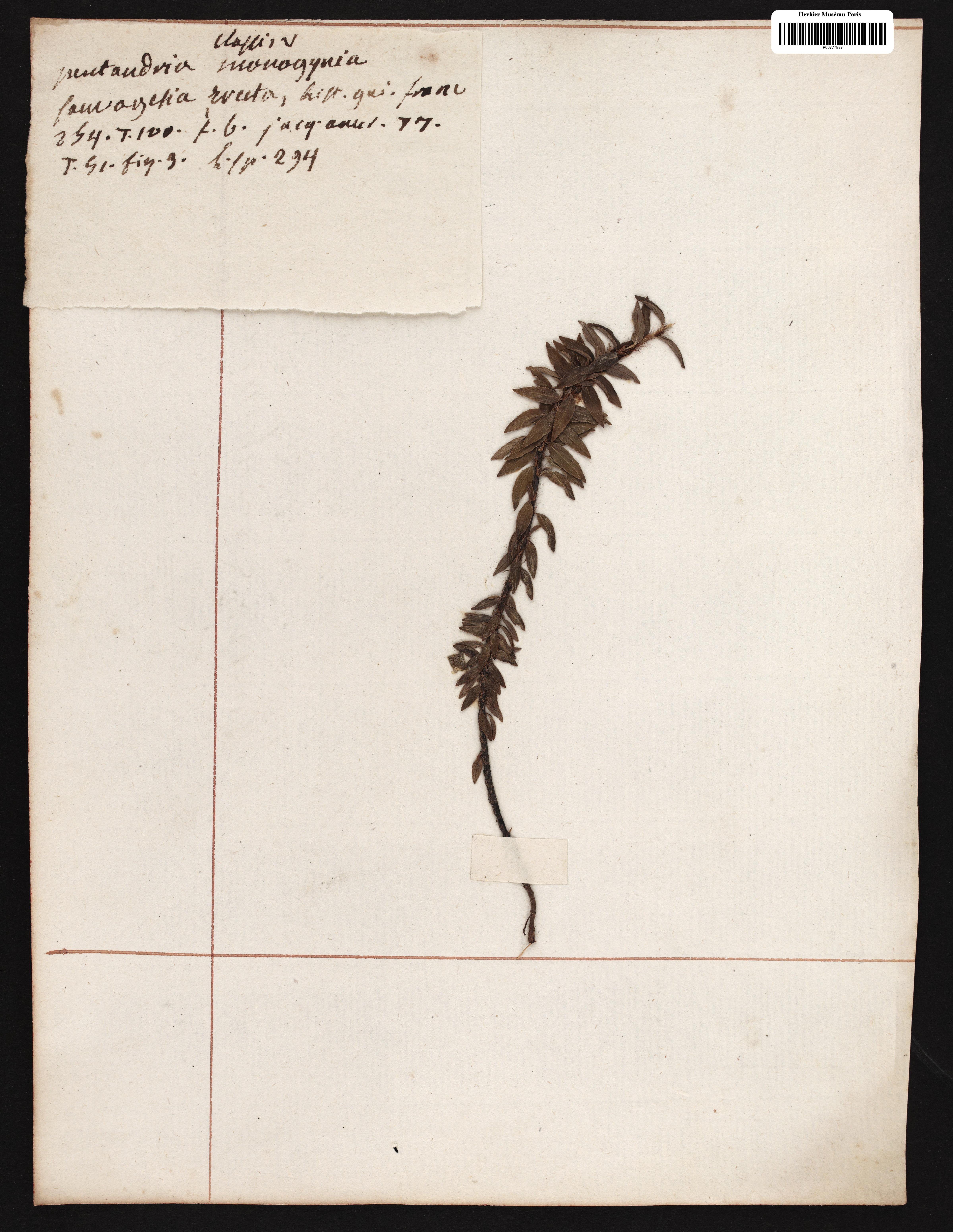
échantillon type de Sauvagesia erecta Aubl. (synonyme de Sauvagesia sprengelii L.) collecté par Aublet en Guyane

Planta præcedenti minor. Caulis erectus, ſimplex, rarò ramofus. Folia minora, infernè congeſta. Stipulæ breves. Flores parvi, pedunculo brevi innixi. Planta fortè annua.
Habitat in locis humidis & arenoſis Guianæ.

LA SAUVAGE droite. (PLANCHE 100 – fig.b).
Cette eſpèce diffère de la précédente [Sauvagesia adima] par ſes tiges moins rameuſes, & droites, par ſes feuilles plus petites, & par ſes fleurs qui ſont portées ſur de courts pédoncules ; à la naiſſance de la tige les feuilles ſont très proches les unes des autres.
Cette plante croît dans les lieux ſablonneux & humides de la Guiane: elle m'a paru annuelle. »

— Fusée-Aublet, 1775

En 1823, Saint-Hilaire propose le protologue suivant pour Sauvagesia sprengelii A. St.-Hil., 1723 :
« Sauvagesia Sprengelii. — S. erecta. Spfeng. Eudeck. i. p. 296, excl. syn. — S. caule suffruticoso, erecto , vix ranioso; foliis parvis, lanceolatis, acutis, remotiuscule serratis; racemo terminali; calycinis laciniis inaequalibus , obtusissimis, corollae brevioribus; foliis numerosis. 
Var. B gracilis, caulibus gracilioribus longioribusque; foliis angustioribus , minus confertis ; racemis depauperatis ; pedicellis brevioribus bracteisque subsolitariis. — Crescit in pratis Guayanae (Rich.) , in Brasilia (Spreng. ). »
— Auguste François César Prouvençal de Saint-Hilaire, 1823